# Алексеево (Большесельский район)
Алексеево — деревня в Большесельском сельском поселении Большесельского района Ярославской области.

## Население
По данным статистического сборника «Сельские населенные пункты Ярославской области на 1 января 2007 года», в деревне Алексеево проживает 3 человека.

## История
Деревня Алексеевская указана на плане Генерального межевания Борисоглебского уезда 1792 года. В 1825 Борисоглебский уезд был объединён с Романовским уездом. По сведениям 1859 года деревня относилась к Романово-Борисоглебскому уезду .

## География
Деревня расположена в юго-восточной части района. Она стоит в междуречье Юхоти и её левого притока Молокши. Правый берег Молокши находится примерно в 3 км на запад от Алексеево, там стоит деревня Бекичево. На восток от деревни находятся истоки небольших левых притоков Юхоти к северо-востоку Козинки, а к юго-востоку — Хоравки. К востоку от Алексеево практически вплотную стоит деревня Байково, а далее на небольшом расстоянии — Бакунино .